# Zej kalifornský
Zej kalifornský (Aplysia californica) je zadožábrý mořský plž žijící v pobřežních vodách Kalifornie. Při obraně vypouští do okolní vody červený inkoust a výsledný oblak celého zeje zahalí. Zej má primitivní nervovou soustavu s velkými a jasně identifikovatelnými neurony. To bylo důvodem, proč si jej v 60. letech 20. století vybral americký neuropsychiatr Eric Kandel pro svůj výzkum fyziologických principů tvorby paměti na úrovni neuronů.